# 서부대로
서부대로(Seobu-daero)는 충청남도 천안시 동남구 신방동과 충청남도 천안시 서북구 부성동을 잇는 도로이다.

## 주요 경유지
충청남도
- 천안시 서북구 (부성동) - 동남구 (신방동)